# Los Rápidos (groupe)
Pour les articles homonymes, voir Los Rápidos.
Los Rápidos est un groupe espagnol de rock, originaire de Barcelone. Formé par Manolo García (chant), Esteban Martín (clavier), Antonio Fidel (basse), Josep Lluís Pérez (guitare) et Lluís Visiers (batteie), le groupe est actif de 1980 à 2015. Malgré leur faible répercussion dans les années 1980, ils sont le précurseur de Los Burros et de l'un des groupes les plus importants de l'histoire musicale du pays, El Último de la Fila.

## Histoire
En 1995, les cinq membres de Los Rápidos prennent contact pour publier un album-démos qu'ils ont composées pendant leur tournée pour présenter leur seul album publié. Sous le titre Los Rápidos 2 : Maquetas, publié par Perro Records, il y a 11 démos enregistrées de façon rudimentaire et avec peu de post-production. Il comprend des chansons déjà utilisées dans Los Burros (bien que dans une reprise différente) et d'autres totalement inconnues qui n'auraient jamais vu le jour autrement. Malgré le manque d'intention commerciale de l'album, le single Cine ideal, une chanson incluse dans l'album, sort en même temps que l'album. En outre, lae label profite de l'occasion pour rééditer l'album Rápidos au format CD.
Depuis, Manolo García et Quimi Portet mènent des carrières musicales en solo, avec respectivement 5 et 7 albums sortis. Antonio Fidel continue de collaborer aux albums des deux artistes, bien qu'il combine ce travail avec la direction de la Librería Athenas à Carthagène, spécialisée dans les tactiques de guerre navale.

## Discographie

### Albums studio
- 1981 : Rápidos (EMI)
- 1995 : Los Rápidos 2: Maquetas (Perro Records)
- 2015 : Piensos Luegoexisto (Perro Records)

### Singles
- 1981 : Amor biodegradable (EMI, 1981), sur l'album Rápidos
- 1981 : Ruta del sur (EMI), sur l'album Rápidos
- 1995 : Cine ideal (Perro Records), sur l'album Los Rápidos 2: Maquetas